# 冬春軒
劉樺（葡萄牙語：Lao Hua，又名劉根（葡萄牙語：Lao Kan），1926年—），筆名冬春軒，外號樺仔，生於廣東番禺，幼年漂泊印支半島，在越南與柬埔寨等地謀生，曾業教職，之後輾轉於香港、廣州等地。中年移居澳門，為澳門作家，粵語俗字考據工作者。2014年獲澳門特別行政區政府頒授文化功績勳章。
- 冬春軒籲年輕人提升競爭力 （页面存档备份，存于）